# Bayside Shakedown
Bayside Shakedown è un film del 1998 diretto da Katsuyuki Motohiro. 

## Trama
Il film, ambientato a Tokyo, si concentra inizialmente sulla rivalità tra due distretti di polizia vicini per la giurisdizione in un nuovo caso. 
Un sergente detective sta spingendo per riformare il settore, mentre i suoi superiori lo stanno preparando a prendere la colpa in caso di fallimento in un caso di rapimento. 
La pellicola affronta temi come la gioventù disillusa incapace di distinguere tra realtà e videogiochi, genitori iperprotettivi, strane sottoculture di Internet; e su note più spensierate, la mancanza di armi bianche e l'ossessione per i cosplay.